# Względna przenikalność elektryczna
Względna przenikalność elektryczna (daw. stała dielektryczna) – bezwymiarowa wielkość określająca ilokrotnie przenikalność elektryczna danego ośrodka {\displaystyle \varepsilon } jest większa od przenikalności elektrycznej próżni {\displaystyle \varepsilon _{0}{:}}
{\displaystyle \varepsilon _{r}={\frac {\varepsilon }{\varepsilon _{0}}}.}
Z definicji wynika, że w próżni εr ma wartość 1. W zmiennym polu elektrycznym względna przenikalność elektryczna zależy od częstotliwości zmian tego pola. Przenikalność w stałym polu elektrycznym nazywamy przenikalnością statyczną.
Względna przenikalność elektryczna substancji jest tym większa im większa jest podatność elektryczna tej substancji {\displaystyle \chi _{e}} zgodnie z zależnością:
{\displaystyle \varepsilon _{r}=1+\chi _{e}.}

## Wartość względnej przenikalności elektrycznej

Zależność temperaturowa względnej statycznej przenikalności elektrycznej wody (ciecz, ciśnienie 10 MPa)

Dielektryki, w zależności od wewnętrznej budowy (np. polarności cząsteczek) mają przenikalność w zakresie od kilku do kilkudziesięciu. Substancje o anormalnie wysokiej przenikalności nazywamy ferroelektrykami. Wartości względnej przenikalności dla niektórych substancji przedstawia tabela
| Substancja          | εr                                  |
| ------------------- | ----------------------------------- |
| próżnia             | 1                                   |
| powietrze           | 1,00054                             |
| teflon              | 2,1                                 |
| polietylen          | 2,25                                |
| polistyren          | 2,4–2,7                             |
| dwusiarczek węgla   | 2,6                                 |
| lód                 | 100                                 |
| papier              | 3,5                                 |
| krzemionka          | 3,9                                 |
| beton               | 4,5                                 |
| guma                | 7                                   |
| diament             | 5,5–10                              |
| sól kuchenna        | 3–15                                |
| grafit              | 10–15                               |
| krzem               | 11,68                               |
| amoniak             | 26–22–20–17 (−80 ÷ –40 ÷ 0 ÷ 20 °C) |
| alkohol metylowy    | 30                                  |
| gliceryna           | 41,2–47–42,5 (0–20–25 °C)           |
| woda                | 88–80,1–55,3–34,5 (0–20–100–200 °C) |
| kwas fluorowodorowy | 83,6 (0 °C)                         |
| kwas siarkowy       | 84–100 (20–25 °C)                   |
| cyjanowodór         | 158,0–2,3 (0–21 °C)                 |
| tlenek tytanu(IV)   | 86–173                              |
| ferroelektryki      | >1000                               |

## Sposób pomiaru
Najprostszym sposobem wyznaczenia przenikalności elektrycznej badanej substancji jest zaobserwowanie jej wpływu na pojemność kondensatora. Wzór na pojemność kondensatora płaskiego ma postać:
{\displaystyle C_{d}={\frac {\varepsilon _{0}\varepsilon _{r}S}{d}},}
gdzie:
{\displaystyle S} – powierzchnia okładek kondensatora,
{\displaystyle d} – odległość między okładkami.
Dla kondensatora próżniowego (~powietrznego) wzór ten zmienia się do postaci:
{\displaystyle C={\frac {\varepsilon _{0}S}{d}}.}
Dzieląc stronami oba równania, otrzymamy:
{\displaystyle \varepsilon _{r}={\frac {C_{d}}{C}}.}